# Fabián Rinaudo
Fabián Andrés Rinaudo (Armstrong, 15 de maio de 1987) é um futebolista argentino.
Actualmente, defende o Calcio Catania e a selecção nacional argentina como médio-centro.
No Gimnasia y Esgrima La Plata herdou a posição do jogador Matías Escobar, que se transferiu para o Kayserispor no início da época 2010/2011. Da mesma forma, herdou a histórica camisola número 21 do clube, que foi de Pedro Troglio.

## Carreira

### Formação
Rinaudo começou a sua carreira nos Defensores de Amrstrong, embora tenha ido ainda muito novo para as camadas jovens do Gimnasia y Esgrima La Plata.

### Gimnasia
No dia 5 de Outubro de 2008, Rinaudo fez a sua estreia na equipa sénior do Gimnasia y Esgrima La Plata, no jogo contra o River Plate, que terminou 0 a 0, referente à Liga Argentina de Futebol.
No dia 15 de Fevereiro de 2009, durante o jogo entre o Gimnasia y Esgrima La Plata e o Club Atlético Lanús, marcou o seu primeiro golo na Primeira Divisão. O jogo terminou com uma vitória da sua equipa por 3:2.

### Sporting CP
Durante o mês de Junho de 2011 acertou a sua transferência para o Sporting CP, sendo que a sua apresentação foi adiada até se finalizar o playoff de despromoção da Liga Argentina, no qual o Gimnasia y Esgrima La Plata estava a participar.
No dia 3 de Julho de 2011, Fabián foi apresentado oficialmente como reforço dos "Leões" para a temporada 2011/2012. O médio  argentino assinou pelo Sporting CP por 4 épocas, numa verba a rondar os 525.000 €, sendo que a sua cláusula de rescisão ficou fixada nos 25 milhões de euros.
Pela sua pouca utilização na equipa de Leonardo Jardim, vira a ser ao emprestado ao Calcio Catania, tendo agradado e conquistado os adeptos do clube.

### Catania FC
Depois de muita especulação por parte da imprensa, no dia 20 de Julho de 2014 o Calcio Catania FC confirmou a sua contratação, tendo sido o contrato fixado no valor de 3 milhões de euros.

### Seleção Argentina
No dia 20 de Maio de 2009, foi convocado pela primeira vez para a Selecção Argentina de Futebol, pela mãos da lenda Diego Maradona, então treinador da formação argentina. Nessa mesma convocatória obteve a sua estreia internacional no jogo contra o Panamá, que a conjunto albiceleste derrotou por 3:1.
No dia 23 de Março de 2011, integrou a convocatória da Selecção Argentina de Futebol, desta vez realizada pelo seleccionador Sergio Batista, jogando contra a Venezuela. A equipa argentina ganhou o encontro por 4 a 1.

## Títulos
- Não tem títulos ainda